# El Gor
El Gor (em árabe: القور) é uma cidade e comuna localizada na província de Tremecém, no noroeste da Argélia. Em 2008, sua população era de 8 539 habitantes.